# Liste der Kulturgüter in Burgistein
Die Liste der Kulturgüter in Burgistein enthält alle Objekte in der Gemeinde Burgistein im Kanton Bern, die gemäss der Haager Konvention zum Schutz von Kulturgut bei bewaffneten Konflikten, dem Bundesgesetz vom 20. Juni 2014 über den Schutz der Kulturgüter bei bewaffneten Konflikten sowie der Verordnung vom 29. Oktober 2014 über den Schutz der Kulturgüter bei bewaffneten Konflikten unter Schutz stehen.
Objekte der Kategorie A sind vollständig in der Liste enthalten, Objekte der Kategorie B sind im Gemeindegebiet nicht ausgewiesen, Objekte der Kategorie C fehlen zurzeit (Stand: 2. Februar 2024). Unter übrige Baudenkmäler sind Objekte zu finden, die im Bauinventar des Kantons Bern als «schützenswert» verzeichnet sind.

## Kulturgüter
| Foto |                                                             | Objekt                 | Kat. | Typ | Standort                       | Beschreibung |
| ---- | ----------------------------------------------------------- | ---------------------- | ---- | --- | ------------------------------ | --- |
| ja   | Datei hochladen · Wikidata zu Schloss Burgistein (Q2240463) | Schloss KGS-Nr.: 00852 | A    | G   | Schlossgut 163 605090 / 181784 | Nach 1260 durch das Ministerialengeschlecht von Burgistein erbautes Schloss, seither mehrmals um- und ausgebaut. Ab 1493 im Besitz der Wattenwyl, seit 1715 der Graffenried. Mächtiger, dreigeschossiger Putzbau mit hohem Walmdach auf zweigeschossig in den Felsen gegrabenen Kellerunterbau, zum Hof hin Galerie-Anbau mit Kreuzgratgewölben. An die Westfassade ist ein zylindrischer Treppenturm mit Rundbogenportal angebaut. |

## Übrige Baudenkmäler
Hinweis: Anstelle der KGS-Nummer wird als Objekt-Identifikator (ID) die Grundstücksnummer verwendet.
| ID   | Foto |                                                         | Objekt                              | Typ | Standort                         | Beschreibung |
| ---- | ---- | ------------------------------------------------------- | ----------------------------------- | --- | -------------------------------- | ------------ |
| 29   | BW   | Datei hochladen                                         | Stock (1583)                        | G   | Oberschönegg 58j 604272 / 183059 |              |
| 48   | BW   | Datei hochladen                                         | Bauernhaus (1645)                   | G   | Aebnit 70 605047 / 183245        |              |
| 97   | BW   | Datei hochladen                                         | Bauernhaus (1. Viertel 19. Jh.)     | G   | Lörtscherei 137 604807 / 180899  |              |
| 132  | BW   | Datei hochladen                                         | Bauernhaus (1. Viertel 19. Jh.)     | G   | Lörtscherei 138 604827 / 180910  |              |
| 212  | BW   | Datei hochladen                                         | Bauernhaus (um 1800)                | G   | Gasse 61 604675 / 182954         |              |
| 303  | BW   | Datei hochladen                                         | Bauernhaus (um 1800)                | G   | Neuhaus 103 605700 / 181759      |              |
| 309  | BW   | Datei hochladen                                         | Scheune (2. Hälfte 18. Jh.)         | G   | Schlossgut 163d 605014 / 181772  |              |
| 309  | BW   | Datei hochladen                                         | Schlossgut-Scheune (frühes 18. Jh.) | G   | Schlossgut 163e 604819 / 181831  |              |
| 318  | BW   | Datei hochladen                                         | Bauernhaus (2. Hälfte 18. Jh.)      | G   | Hännigut 110 604966 / 181545     |              |
| 319  | BW   | Datei hochladen                                         | Stöckli (um 1790)                   | G   | Hännigut 110a 604995 / 181561    |              |
| 414  | BW   | Datei hochladen                                         | Bauernhaus (1666)                   | G   | Hohlenwegen 112 605121 / 181198  |              |
| 487  | BW   | Datei hochladen                                         | Bauernhaus (1759)                   | G   | Stauffenbühl 140 605059 / 180910 |              |
| 665  | BW   | Datei hochladen                                         | Bauernhaus (1603/04)                | G   | Hohlenwegen 120 605074 / 181146  |              |
| 893  | BW   | Datei hochladen                                         | Bauernhaus (um 1800)                | G   | Habermatt 29 605697 / 182246     |              |
| 945  | BW   | Datei hochladen                                         | Bauernhaus (1714)                   | G   | Weier 91 604687 / 182276         |              |
| 945  | BW   | Datei hochladen                                         | Speicher (um 1710)                  | G   | Weier 93 604679 / 182260         |              |
| 1092 | ja   | Datei hochladen · Wikidata zu Kunklermühle (Q112123498) | Kunklermühle (1564)                 | G   | Mühle 90 604875 / 182292         |              |
| 1353 | BW   | Datei hochladen                                         | Bauernhaus (1703)                   | G   | Oberschönegg 58 604114 / 182972  |              |